# Wendela Rudbeck
Wendela Rudbeck, född 1668 eller 1669, död 1710, begravd i domkyrkan 28 juni var en svensk tecknare, akvarellist och sångerska.
Hon var dotter till Olof Rudbeck och Wendela Thomasdotter Lohrman och från 1696 gift med häradshövdingen Petrus Nobelius samt mor till Olof Nobelius. Vid sidan av sitt eget fria skapande medverkade hon tillsammans med sin syster med illustrationer av blommor utförda i akvarell till sin fars bok Campus Elysii. Hennes teckningar och akvareller är signerade WR. 
Wendela Rudbeck framträdde som sångerska i domkyrkan,  belagd 1693 och 1698,  tillsammans med sin syster Johanna Christina Rudbeck, sin far Olof Rudbeck och sin man Petrus Nobelius. Hon förekommer som sångerska på tavlan, där Olof Rudbeck musicerar med familjen.